# جاده ئی۵۰ اروپا

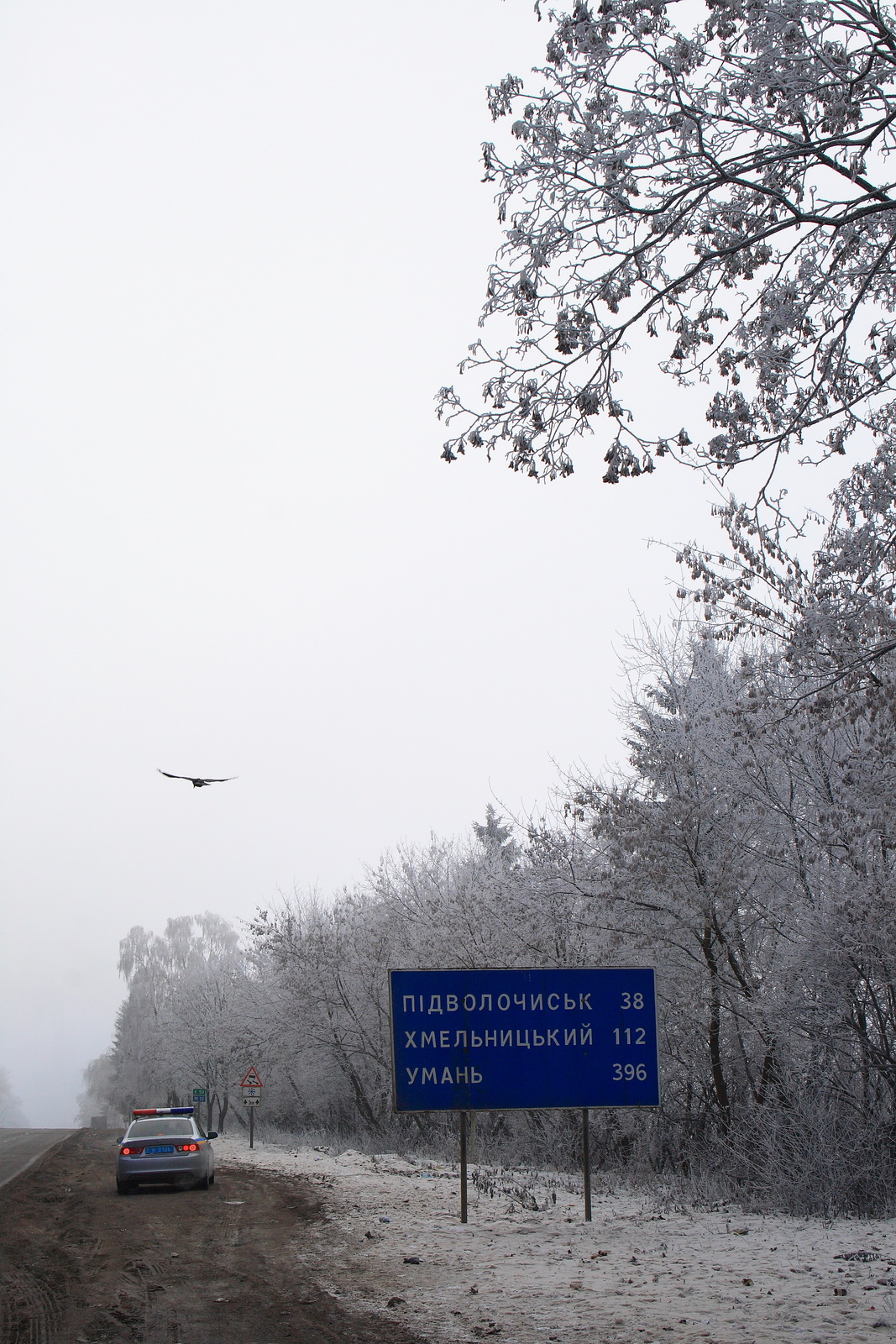
جاده ئی۵۰ اروپا در اوکراین

جاده ئی۵۰ اروپا (به انگلیسی: European route E50) یکی از جاده‌های اصلی قاره اروپا است.
این جاده که از شهر برست (فرانسه) شروع شده، در شهر مخاچ‌قلعه (روسیه) به پایان میرسد و مسافت آن ۵۱۰۰ کیلومتر است.